# Pedicularis qinghaiensis
Pedicularis qinghaiensis är en snyltrotsväxtart som beskrevs av Takasi Takashi Yamazaki. Pedicularis qinghaiensis ingår i släktet spiror, och familjen snyltrotsväxter. Inga underarter finns listade i Catalogue of Life.